# Lupettino
Lupettino è una serie a fumetti pubblicata in Italia con alcune interruzioni dal 1949 al 1980 con diversi editori. La serie, incentrata sull'omonimo personaggio, era stata creata da Ornella Castellari ed era vagamente ispirata nella resa grafica dei personaggi a Topolino.

## Storia editoriale
La serie esordì nel 1949 e venne edita fino al 1950 dalla omonima Casa Editrice Lupettino, alla quale subentrarono poi diversi editori che continuarono la pubblicazione della testata: Edizioni Pegaso dal 1950 al 1953, Edizioni Diana dal 1953 al 1958, Edizioni Flaminia/Editori Periodici per Ragazzi dal 1958 al 1963, Edizioni per la Gioventù dal 1968 al 1969, G. Gioggi Editore dal 1972 al 1975, Edizioni Del Fanciullo dal 1975 al 1980. Tra il 1950 e il 1952 la serie principale è affiancata per 20 numeri da Lupettino tascabile, una serie dal tipico formato a striscia. Nel 1956 diventa direttore e autore di fumetti e copertine della rivista Onofrio Bramante, che firma tutti i fumetti con gli pseudonimi Nini (per Lupettino) e Nino Brams (per gli altri personaggi). In questo periodo collabora con la rivista anche Carlo Peroni, che crea i personaggi Ping e Pong. Nell'ottobre del 1958 la testata viene acquisita dall'editore Flaminia che, oltre a ristampare vecchie storie il personaggio, ne fa realizzare di nuove dal disegnatore Francesco Privitera (che si firma Framk). A partire dal 1968, con il passaggio della rivista all'editore romano Gabriele Gioggi, il materiale consiste principalmente in ristampe di vecchie storie. La rivista chiude nel 1980, dopo oltre 270 numeri e 41 anni di pubblicazione. Le avventure del personaggio vengono ospitate anche in altre riviste a fumetti dell'epoca, come Le Avventure di Micetto e vengono anche pubblicate diverse raccolte.

## Caratterizzazione del personaggio
Il personaggio è lupo antropomorfo, Lupettino, figlio di re Lupone e principe di Luponia, che grazie al suo coraggio e con l'aiuto del fido cane Ciccio sventava complotti ai danni del padre, per lo più organizzati dal bandito Tegamino.